# イトーヨーカドー奈良店
イトーヨーカドー奈良店（イトーヨーカドーならてん）は、かつて奈良県奈良市に存在したショッピングセンターである。
イトーヨーカドー奈良店を核店舗とし、60の専門店が入る。2003年（平成15年）7月10日開業。地上5階（一部7階）建て。2017年（平成29年）9月10日に閉店し、翌年4月24日からは管理会社を変えてミ・ナーラという名前で営業している。イトーヨーカドーの店番号は220。

## 概要
イトーヨーカドー奈良店は、イトーヨーカ堂の全国177店舗目、関西6店舗目として、奈良市二条大路南1丁目3-1の奈良そごう跡地に開業した。なお、奈良そごう跡地は2000年（平成12年）12月25日に閉鎖後、三越が大塚家具と共同出店を表明して2001年（平成13年）に断念と表明するなど、新店舗進出の動きがいくつか見られたものの、いずれも頓挫し、2000年（平成12年）のそごう破綻時に閉鎖された店舗の中で、再生が最も遅れた。
イトーヨーカドー奈良店は、かつて百貨店の奈良そごうであったことから、当時イトーヨーカドーでは最大級の規模としてオープンした。
2003年（平成15年）のオープン当初、近辺の競合する大型ショッピングセンターはイオンモールが運営するならファミリーだけであったが、2004年（平成16年）4月1日に橿原市にダイヤモンドシティ・アルル（現：イオンモール橿原）2006年（平成18年）7月26日に生駒市にイオン奈良登美ヶ丘ショッピングセンター（イオンリテール運営、現：イオンモール奈良登美ヶ丘）、2007年（平成19年）5月1日に京都府木津川市にイオン高の原ショッピングセンター（イオンリテール運営、現：イオンモール高の原）、2010年（平成22年）3月25日にイオンモール大和郡山など、周辺には多数のイオン系大型ショッピングセンターが開店している。また、2004年（平成16年）4月24日に大和郡山市にアピタ大和郡山店、2005年（平成17年）11月3日に京都府精華町にユータウンけいはんな（現：アピタタウンけいはんな）も開店、ユニー系のショッピングセンターも進出。しかし一方では競合商圏内におけるイオン系のスーパーの閉店が相次ぐなど、各社、店間競争が激化している地域である。
2017年（平成29年）3月7日に、運営元のセブン&アイ・ホールディングスがイトーヨーカドー奈良店を閉店する方向で関係者と協議を始めていることを明かした。2015年（平成27年）10月、セブン&アイ・ホールディングスは、業績不振を理由に全国のイトーヨーカドー約40店を平成32年度までに閉店する方針を発表していた。奈良店も「これまで通りの営業存続が難しい」と判断され、平成29年度（2017 - 2018年）に閉店することが決まった。閉店後は東京都に本社を置く商業コンサルタント会社「やまき」に土地と建物を売却する（その後、投資法人みらいに売却）。売却後は、同社が2018年（平成30年）4月24日観光型複合商業施設「ミ・ナーラ」としてリニューアルオープンさせた。
2017年（平成29年）9月10日20時をもってイトーヨーカドー奈良店は予定通り閉店した。閉店後の20時25分からは正面玄関前にて閉店セレモニーが執り行われた。なお専門店のうち、4階の島村楽器とモンベル、奈良カルチャーセンターは移転せず、建物の大部分が工事で立ち入り禁止という異例の状態で2017年11月15日に営業再開した。その他の入居店舗はイトーヨーカドー奈良店閉店に伴い、閉店となった。

## フロアの配置と主なテナント
1階から3階まではイトーヨーカドー、専門店が入店し、4階より上は一部を除き専門店街となっている。（）内のフロア名は7Fを除き閉店時点の各階フロアガイド記載のものである。

### 7階[12]
展望台
- Socks Museum SKY（芳岡ひできのギャラリー・9月3日閉店）[13]

### 6階（屋上）[12]
ミズノフットサルプラザと展望台のある公園（フットサルガーデン）
- ミズノフットサルプラザクラブハウス奈良
- フットサルコート

### 5階[12]
飲食とサービスのフロア
- アメイジングワールド
- 大戸屋イトーヨーカドー奈良店
- 四季のイタリア料理 アルティジャーノ匠
- つだ美容室 イトーヨーカドー店[14]
- 奈良市美術館
- ライフサポートセンター奈良
- 各種保険販売 保険パートナー
- 靴修理・合鍵 プラスワン イトーヨーカドー奈良店
- 全身美容 ミュゼプラチナム イトーヨーカドー奈良店
- ヘアカット専門店 QBハウス
- 奈良カルチャーセンター[15]
- 奈良市三笠地区包括支援センター

### 4階[12]
趣味と家電のフロア
- エディオン (イトーヨーカドー閉店と同時に一時閉店。ミ・ナーラ開業と同時に再出店[16])
- ライトオン
- モンベル奈良店[17]
- キャンドゥ
- ABC-MART
- シマムラミュージック[18]
- くまざわ書店奈良店

### 3階[12]
子供と暮らしのフロア
- アカチャンホンポ 奈良イトーヨーカドー店（10月下旬にアピタ精華台店へ移転[19]）
- ベイビーハウス
- スタジオBee
- プレイランド（ゲームセンター)

### 2階[12]
婦人・紳士ファッションのフロア（婦人・肌着・紳士ファッションのフロア）
- 珈琲館イトーヨーカドー奈良店
- 呉服たから弥
- 婦人服コルディアカクイ
- 婦人服ベ・ヌエ・ボヌール
- 婦人服スペッチオ
- 婦人服ブティックシンキ
- 子供服キッズ・ボヌール
- 洋服のお直し専門店 ママのリフォーム[20]

### 1階[12]
食品と日用品・コスメのフロア（食品とファッション雑貨のフロア）
- はなまるうどん イトーヨーカドー奈良店
- たこぞうイトーヨーカドー奈良店
- リンガーハット イトーヨーカドー奈良店
- サーティワンアイスクリーム 奈良イトーヨーカドー店
- ファーストキッチン イトーヨーカドー奈良店
- HusHusH
- Loft
- ナチュラル雑貨のLeaf二条店[21]
- 洋菓子 シェ・レカミエ奈良店

## そごう時代からの特徴
6列のエスカレーターや、1・2階に残る特徴的な装飾天井、大理石を多用した内装、エレベーターのピヨピヨ音円盤形の回転レストランを生かした展望台等、奈良そごうを偲ばせるようなものが多い。
なお、そごう時代のシンボルであった金色の「浮夢殿」は撤去されている。
また、1階には巨大なボルダリングが設置されているが、ボルダリングの内部には「世界の人形時計」が残されていた。

## 交通アクセス

### 鉄道
- 近鉄（奈良線）新大宮駅より徒歩：約10分
- JR西日本（関西本線・桜井線）奈良駅より徒歩：約20分

両駅からは、無料のシャトルバスが運行されていた。

### バス
- 奈良交通バス「宮跡庭園（イトーヨーカドー前）」バス停下車すぐ。また、「二条大路南一丁目」バス停からもすぐ。

### 自家用車
店舗北側及び西側に大規模駐車場がある。そごう時代は有料だったが、イトーヨーカドー開店後は無料となった。2008年7月15日より再び有料化され、パーク24によってタイムズイトーヨーカドー奈良店として運営される。また、店舗西側には、ヨーカドーとして再オープンした際に立体駐車場（スロープ型3階建て+屋上、エレベーター、階段棟付）が建設された。

## 備考
- イトーヨーカドー奈良店は奈良時代の悲劇の宰相長屋王の邸宅の跡地に建っており、奈良そごう建設中には5万点の木簡（長屋王家木簡）も出土している[22]。
- 開店日は、平城遷都の年号とかけるため、7月10日とされた。ちなみに2003年の7月10日は仏滅であった。
- 開店当日の来店客は約10万人。[要出典]これは六本木ヒルズ開業当初の平日来場客に匹敵する。
- 開店当初はイトーヨーカドー奈良店と65の専門店と表記されていたが、テナントの退出や入替えがあったため、しばらくイトーヨーカドー奈良店と60の専門店と表記されていた。現在はイトーヨーカドー奈良店、またはイトーヨーカドー奈良店ショッピングセンターと表記されている。
- そごう閉店後、イトーヨーカ堂が出店したのは奈良店と1998年（平成10年）2月27日に出店した南大沢店[23]（ガレリア・ユギ内、東京都八王子市、旧柚木そごう）のみである（両社はセブン&アイ・ホールディングスの下で経営統合した）。